# Saison 16 d'Inspecteur Barnaby
Chronologie
Saison 15  Saison 17
Cet article présente la seizième saison de la série télévisée Inspecteur Barnaby.

## Distribution
Acteurs principaux
- Neil Dudgeon : Inspecteur John Barnaby
- Gwilym Lee : Sergent Charlie Nelson

Acteurs récurrents
- Fiona Dolman : Sarah Barnaby

## Liste des épisodes

### Épisode 1:Frissons de Noël
- Grande-Bretagne :
- France : 6 avril 2014

- Grande-Bretagne :
- France : 2 908 000 téléspectateurs (11,1 %)[1]

### Épisode 2:Colère divine
- Grande-Bretagne :
- France : 13 avril 2014

- Grande-Bretagne :
- France : 3 393 000 téléspectateurs (12,7 %)[2]

### Épisode 3:Défunts gourmets
- Grande-Bretagne :
- France : 20 avril 2014

- Grande-Bretagne :
- France : 2 852 000 téléspectateurs (12,3 %)[3]

Sharon Small : la cheffe de cuisine Ruth

### Épisode 4:L'aéroclub
- Grande-Bretagne :
- France : 27 avril 2014

- Grande-Bretagne :
- France : 3 518 000 téléspectateurs (13 %)[4]

### Épisode 5:Les meurtres de Copenhague
- Grande-Bretagne :
- France : 4 mai 2014

- Grande-Bretagne :
- France : 3 369 000 téléspectateurs (13,4 %)[5]